# Jesper Olsen
Jesper Olsen (* 20. březen 1961, Faxe) je bývalý dánský fotbalista. Hrával na pozici záložníka.
S dánskou fotbalovou reprezentací získal bronzovou medaili na mistrovství Evropy roku 1984. Zúčastnil se také mistrovství světa 1986 a evropského šampionátu roku 1988 (na závěrečném turnaji ovšem nenastoupil). Celkem za národní tým odehrál 43 utkání, v nichž vstřelil 5 gólů.
S Ajaxem Amsterdam se stal dvakrát mistrem Nizozemska (1981/82, 1982/83) a jednou s ním získal nizozemský pohár (1982/83). S Manchesterem United vybojoval FA Cup (1984/85).
V anketě Zlatý míč, která hledala nejlepšího fotbalistu Evropy, bodoval dvakrát. Roku 1983 skončil osmý a roku 1984 osmnáctý.